# 資料操縱語言
数据操纵语言（Data Manipulation Language, DML）是用於資料庫操作，對資料庫其中的物件和資料執行存取工作的編程語句，通常是資料庫專用編程語言之中的一個子集，例如在資訊軟體產業通行標準的SQL語言中，以INSERT、UPDATE、DELETE三種指令為核心，分別代表插入(意指新增或創建)、更新(修改)与删除(銷毀)。在使用資料庫的系統開發過程中，其中應用程式必然會使用的指令；而加上 SQL的SELECT语句，歐美地區的開發人員把這四種指令，以「CRUD」(分別為 Create, Retrieve, Update, Delete英文四字首字母縮略的術語)來稱呼；而亞洲地區使用漢語的開發人員，或可能以四個漢字：增 查 改 刪 來略稱。

## 語法結構
DML 的主要功能即是存取資料，因此其語法都是以讀取與寫入資料庫為主，除了INSERT以外，其他指令都可能需搭配WHERE指令來過濾資料範圍，或是不加WHERE指令來存取全部的資料。

### SELECT
SELECT是SQL資料操縱語言(DML)中用於查詢表格內欄位資料的指令，可搭配條件限制的子句(如where)或排列順序的子句(如order)來取得查詢結果。
基本格式有：
```
SELECT
 
[
ALL
 
|
 
DISTINCT
]
 
欄位名
 
[,
欄位名
...]

 
FROM
 
資料表名
 
[,
資料表名
...]

 
[
WHERE
 
篩選條件式
]

 
[
GROUP
 
BY
 
欄位名
[,
欄位名
...]]

 
[
ORDER
 
BY
 
欄位名
[,
欄位名
...]]

```

### INSERT
INSERT 是將資料插入到資料庫物件中的指令，可以插入資料的資料庫物件有資料表以及可更新檢視表兩種。
基本格式有：
```
INSERT
 
INTO
 
[
資料表或可更新檢視表物件名稱
]
 
(
欄位
1
,
 
欄位
2
,
 
欄位
3
,
 
...)
 
VALUES
 
(
值
1
,
 
值
2
,
 
值
3
,
 
...)
 
-- 只需要根據指定的欄位來設定插入值。

INSERT
 
INTO
 
[
資料表或可更新檢視表物件名稱
]
 
VALUES
 
(
值
1
,
 
值
2
,
 
值
3
,
 
...)
　
-- 必須要指定所有欄位的插入值。

```

例如：
```
INSERT
 
INTO
 
myTable
 
(
col1
,
 
col2
,
 
col3
,
 
col4
,
 
col5
)
 
VALUES
 
(
1
,
 
2
,
 
3
,
 
'4'
,
 
'5'
)

INSERT
 
INTO
 
myTable
 
VALUES
 
(
1
,
 
2
,
 
3
,
 
'4'
,
 
'5'
)

```

### UPDATE
UPDATE 指令是依給定條件，將符合條件的資料表中的資料更新為新的數值，其基本格式為：
```
UPDATE
 
[
資料表或可更新檢視表物件名稱
]
 
SET
 
欄
1
=
值
1
,
 
欄
2
=
值
2
,
 
欄
3
=
值
3
,
 
...
 
WHERE
 
[
指定條件
]

```

例如：
```
UPDATE
 
myTable
 
SET
 
Col1
 
=
 
3
,
 
Col2
 
=
 
5
,
 
Col4
 
=
 
5
 
WHERE
 
Col0
 
=
 
198273

```

### DELETE
DELETE 指令為自資料庫物件中刪除資料的指令，基本語法為：
```
DELETE FROM [資料表或可更新檢視表名稱] WHERE [給定條件]
DELETE * FROM [資料表或可更新檢視表名稱] WHERE [給定條件] -- 部份資料庫需要加 "*" 才會生效，例如 Microsoft Access

```

例如：
```
DELETE
 
FROM
 
myTable
 
WHERE
 
col0
 
=
 
1918299

```

## 用戶介面的增查改刪功能
CRUD在多數用戶介面的應用程序，也是與系統相關的重要功能。 例如在通訊錄軟件中，基本儲存單元是單個聯絡人條目。一個通訊錄軟件最基本的功能，必須允許用戶可以操作：
- 添加或創建新的聯絡人條目
- 讀取，檢索，搜索或查看現有條目
- 更新或編輯現有條目
- 刪除現有條目

如果沒有這四個操作，該軟件或許不是完整的版本。由於這些操作很重要，它們通常在一個大的功能標題下記錄和描述，例如“聯絡人管理”，“內容管理”或“聯絡人維護”（或“文檔管理”），具體取決於基本存儲單元 特定的應用程序）。